# Cephaloziella divaricata
Cephaloziella divaricata (im Deutschen auch Spreizblättriges Kleinkopfsprossmoos) besitzt eine breite ökologische Amplitude und kann Austrocknung ziemlich gut überstehen. Es ist ein diözisches, außerordentlich winziges, beblättertes Lebermoos und wird häufig übersehen.

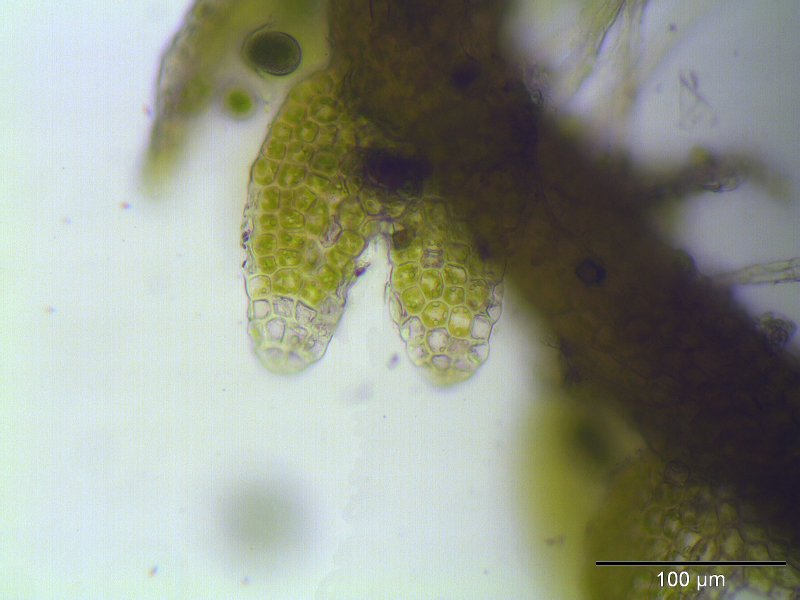
Flankenblatt (Vergrößerung: 250×)

## Vorkommen
Cephaloziella divaricata besiedelt vor allem lichtreiche und trockene Standorte. Dabei bevorzugt es saure, kalkarme Humusböden. Es ist jedoch auch auf übererdetem Gestein und auf sandigen bis lehmigen Erdstellen zu finden. Häufig wächst es zusammen mit Ceratodon purpureus, Hypnum cupressiforme s. l., Dicranella heteromalla, Campylopus flexuosus und Racomitrum heterostichum.

## Erkennungsmerkmale
Das Moos bildet niederliegende bis schwach aufsteigende, dunkelgrüne bis bräunliche Pflänzchen aus, die rasenförmig oder zwischen anderen Moosen eingestreut vorkommen können. Sie werden nur bis 1 cm lang und etwa 0,7 mm breit. Der Spross weist einige zerstreute Rhizoide (Stolonen) auf. Die etwa bis zur Hälfte in zwei Lappen geteilten Blätter stehen zu 45° quer und aufrecht am Spross. Die Basis der Blattlappen ist 5 bis 9 schwach verdickte Zellen breit, die etwa 8 bis 20 µm lang und 10 bis 15 µm breit werden können. Von den anderen Cephaloziella-Arten lässt sich die Art durch die immer vorhandenen Unterblätter unterscheiden, die jedoch in Form und Größe stark variieren können. Weibliche Pflänzchen bilden scharfe Hüllblätter aus. Oft sind zweizellige, grün bis braun gefärbte Brutkörper vorhanden, die etwa 15 bis 25 µm im Durchschnitt groß sind.